# Adolfo Hohenstein
 (août 2016).
Adolfo Hohenstein, né le 18 mars 1854 à Saint-Pétersbourg et mort le 12 avril 1928 à Bonn, est un peintre, affichiste, costumier et décorateur allemand.
Il a aussi mis en scène Madame Butterfly de Puccini

## Biographie
Avec Leonetto Cappiello, Marcello Dudovich, Giovanni Mataloni et Leopoldo Metlicovitz, il est l'un des affichistes majeurs du courant Stile Liberty (la branche italienne de l'Art nouveau).
Né de parents allemands, le jeune Adolfo grandit à Vienne puis s'installe à Milan en 1874 où il devient costumier pour La Scala. Il travaille ensuite pour la Casa Ricordi avec Franz Laskoff et crée de nombreuses affiches pour des opéras (mais également des décors, ceux principalement de Giacomo Puccini — il met en scène et dessine l'affiche de Madame Butterfly en 1904), des marques alimentaires (Buitoni, Campari, etc.), des magazines et des livres. Deux de ses créations sont reprises dans Les Maîtres de l'affiche : Centenaire de la découverte de la pile voltaïque et Iris.
En 1906, il s'installe définitivement en Allemagne, d'abord à Dusseldorf, se rapprochant de la nouvelle École de peinture de Düsseldorf, puis à Bonn en 1918 où il participe à la décoration de nombreux bâtiments.

## Affiches

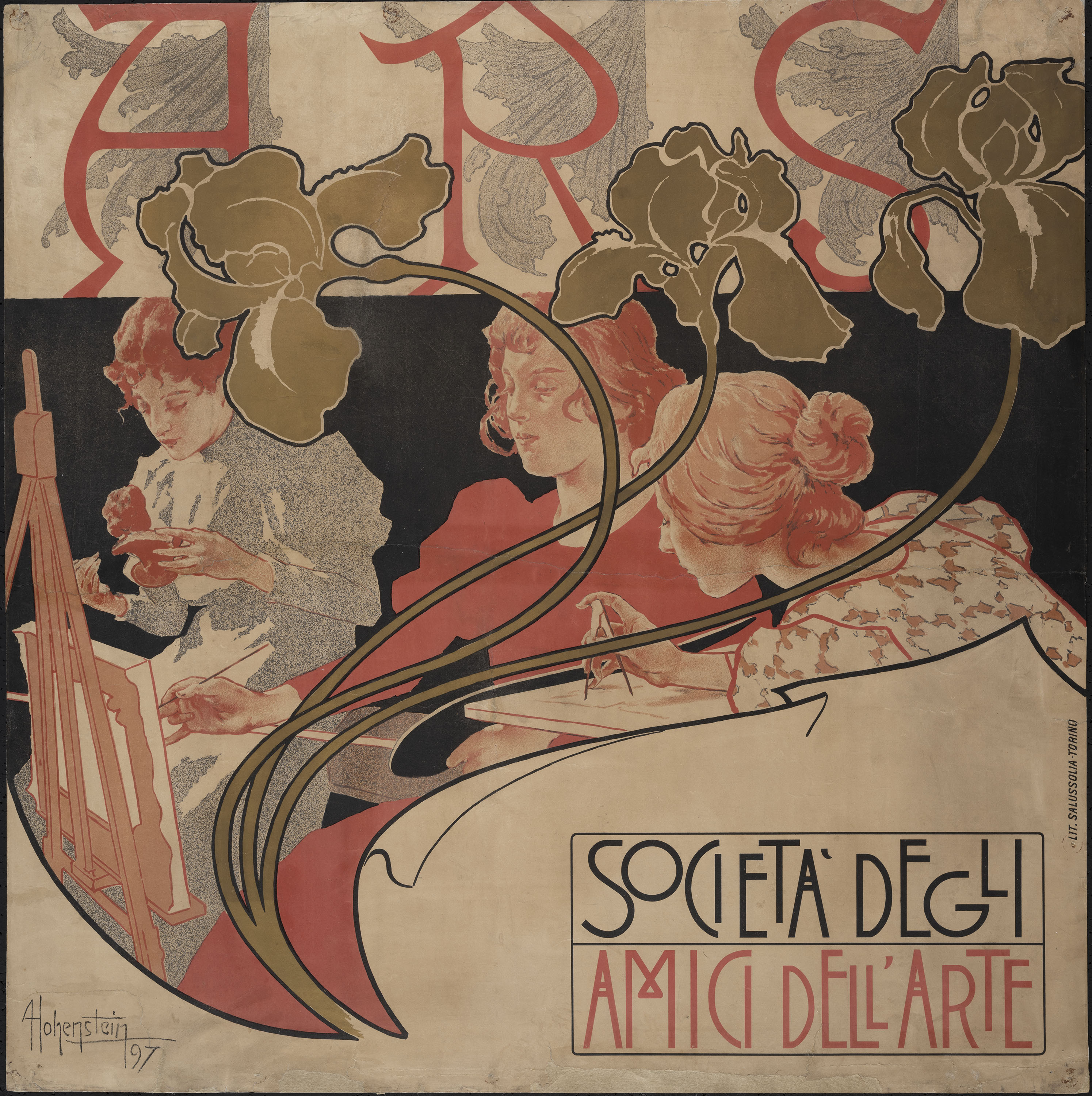
ARS - Società degli Amici dell'Arte (1897)
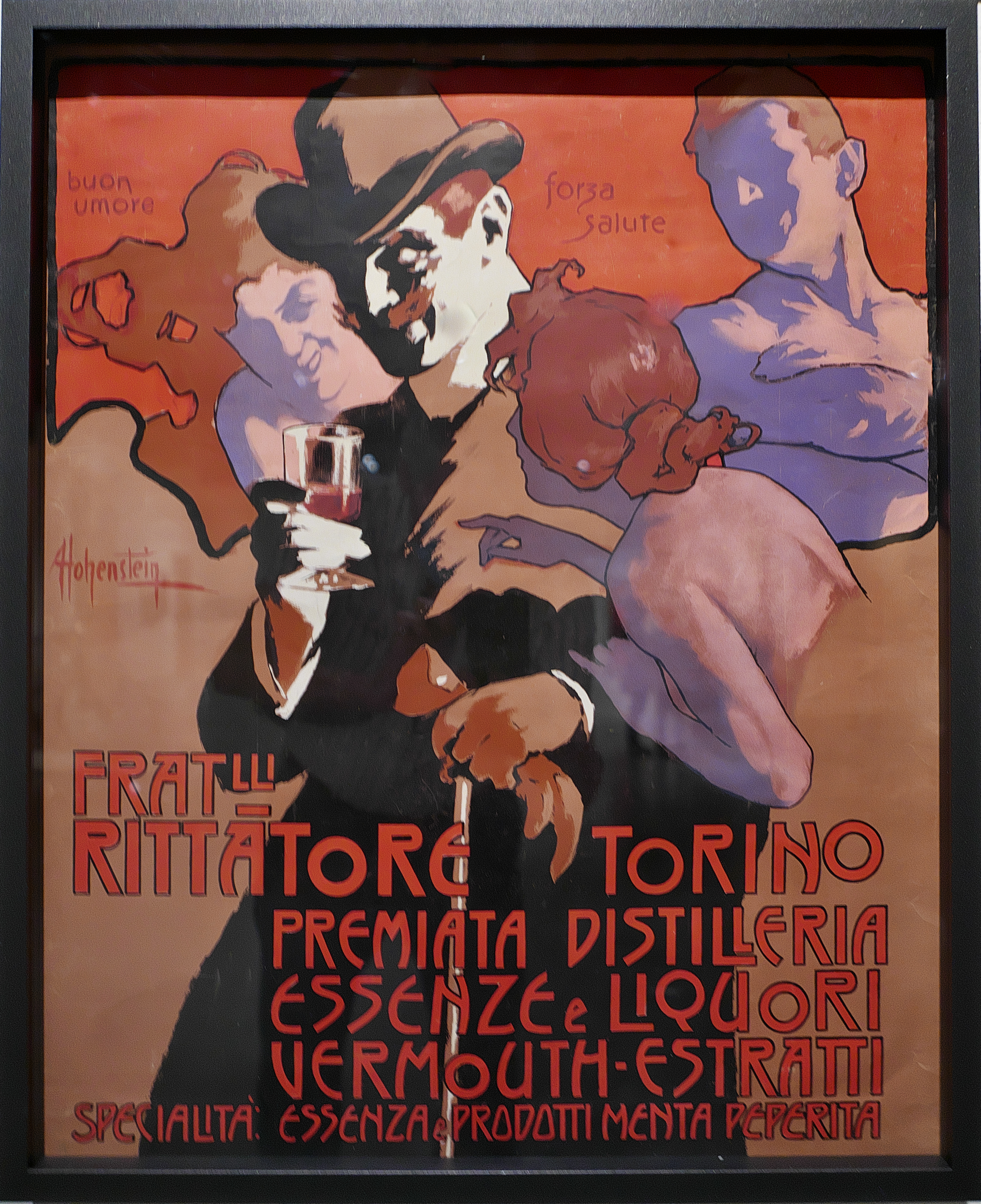
Fratelli Rittatore (1902)
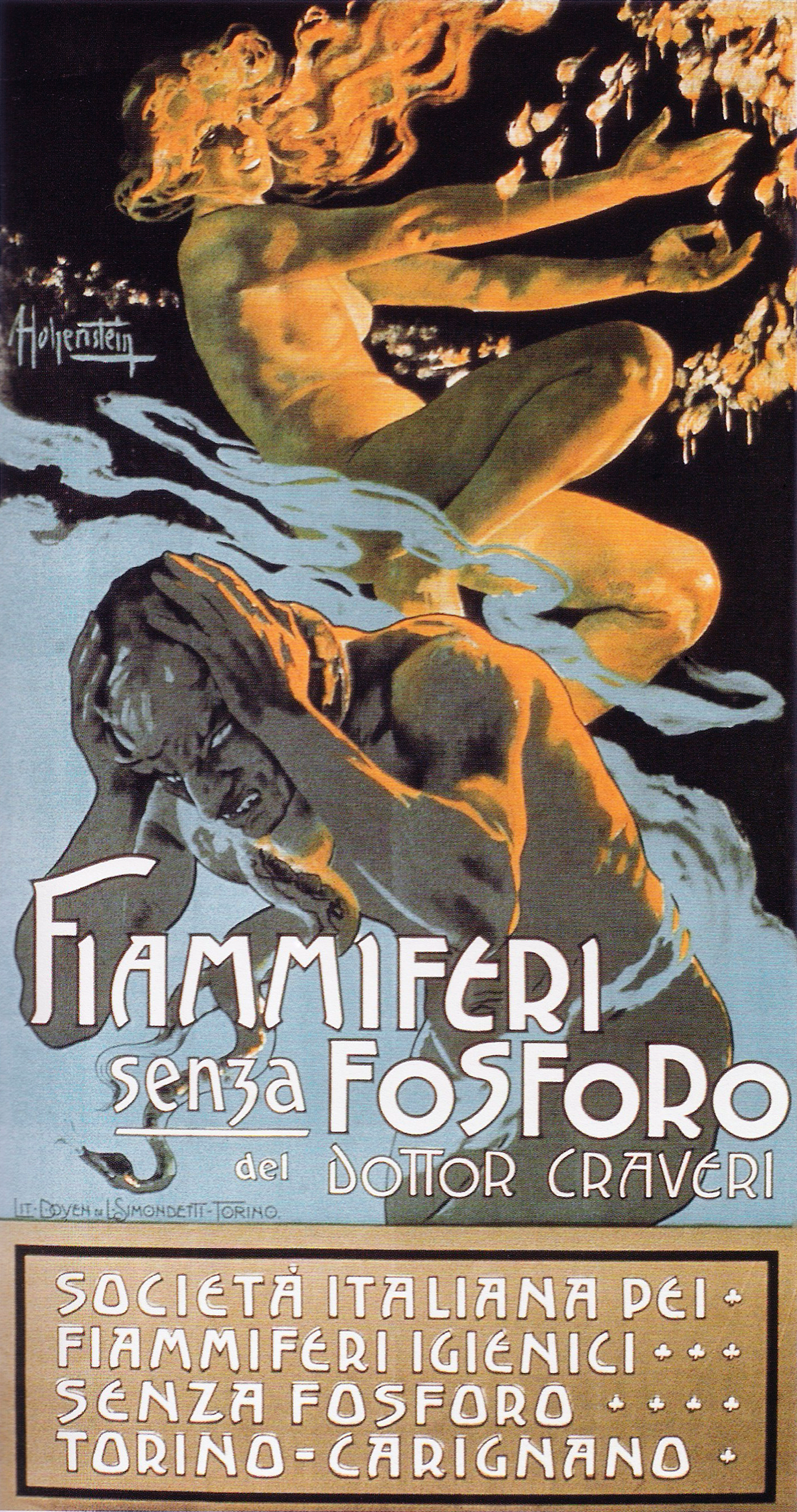
Fiammiferi senza fosforo (1905)